# Salvia regla
Salvia regla är en kransblommig växtart som beskrevs av Antonio José Cavanilles. Salvia regla ingår i släktet salvior, och familjen kransblommiga växter. Inga underarter finns listade i Catalogue of Life.

## Bildgalleri

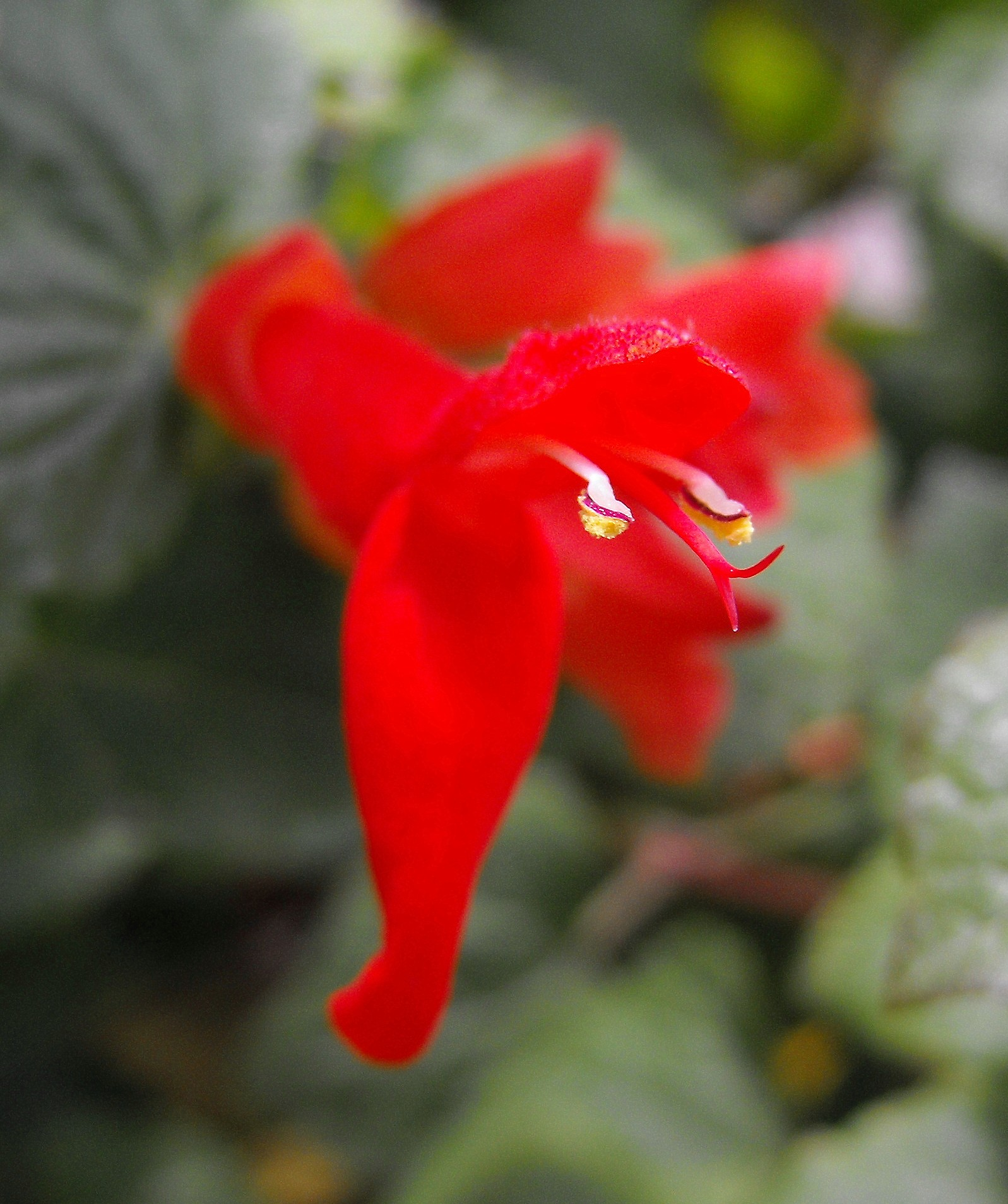